# Баратынский, Богдан Андреевич
Богдан Андреевич Баратынский (16 (27) января 1769—23 апреля (5 мая) 1820) — русский вице-адмирал.

## Биография
Богдан Баратынский происходил из старинного польского шляхетского рода Боратынских.
Родился 16 (27) января 1769 года в семье титулярного советника Андрея Васильевича Баратынского и его супруги Авдотьи Матвеевны.
В мае 1785 года был зачислен в Морской кадетский корпус; 2 июня 1787 года произведён в чин гардемарина.
В 1788 году на корабле «Святой Иоанн Богослов» под командованием капитана 1 ранга С. А. Вальронта участвовал в Гогландском сражении, а затем крейсировал у Гельсингфорса.
1 января 1789 года произведён в чин мичмана и в том же году на корабле «Святой Пётр» участвовал в Эландском, Красногорском и Выборгском сражениях; за отличие был произведён в чин лейтенанта.
В феврале 1793 года произведён в чин капитан-лейтенанта; 13 ноября 1796 года произведён в чин капитана 2-го ранга и назначен флигель-адъютантом.
10 апреля 1797 года произведён в чин капитана 1-го ранга; 10 июля того же года произведён в чин капитана генерал-майорского ранга и назначен генерал-адъютантом.
Командовал императорской яхтой «Эммануил» во время манёвров Балтийского флота у Красной горки.
21 сентября 1798 года был произведён в чин контр-адмирала и вступил в командование эскадрой Балтийского флота. С 16 января 1799 года назначен командовать Архангельской эскадрой и во главе из кораблей «Св. Петр», «Москва», «Ярослав» и двух фрегатов был отправлен к берегам Англии. Соединившись с эскадрой вице-адмирала М. К. Макарова, поступил под его начальство и крейсировал в водах Немецкого моря; 9 мая 1799 года произведён в чин вице-адмирала. В 1800 году вместе с эскадрой, держа флаг на корабле «Ярослав», вернулся в Кронштадт.
28 февраля 1801 года был награждён орденом Св. Иоанна Иерусалимского; 4 января 1805 года уволен в отставку и поселился в принадлежавшем ему сельце Подвойском Бельского уезда Смоленской губернии (ныне — Бельский район Тверской области).
Умер 23 апреля (5 мая) 1820 года. Был похоронен на кладбище московского Спасо-Андроникова монастыря.